# Marcel Pierrel
Marcel Pierrel (1913-2004) est un instituteur français, engagé dans la résistance à Marvejols (Lozère), déporté à Dora en 1943. Correspondant départemental de la Lozère au Comité d'histoire de la Seconde Guerre mondiale, il publie différents ouvrages et documents sur les thématiques de la résistance, la déportation, l'internement et les requis au STO dans le département.

## Biographie

### Enfance et jeunesse
Marcel Pierrel nait le 19 décembre 1913 à Vecoux dans les Vosges,,.
Le père de Marcel Pierrel, Jean-Baptiste Emile Pierrel, est mobilisé et meurt pour la France, le 13 août 1915 en Alsace.
Marcel entre à l'École normale d'instituteurs d'Obernai en 1931 et obtient le brevet supérieur et le certificat d'aptitude pédagogique en 1933. Après son service militaire, il est nommé instituteur à l'école catholique de garçons de Dettwiller puis Haguenau (Bas-Rhin),,.

### Début de la guerre et entrée dans la résistance
Marcel Pierrel, sous-lieutenant, est mobilisé en 1939 au 34e régiment d'infanterie sur la Ligne Maginot. Il est fait prisonnier le 21 juin 1940. Il est conduit à l'Oflag IID à Gross Born,, en Poméranie. Il y reste un peu moins d'un an. Parlant allemand et l'alsacien, il réussit à se faire passer pour alsacien et prétend devoir retrouver sa fiancée pour être libéré. Il passe rapidement par Haguenau et Vecoux puis rejoint Périgueux où se situent les services de l'éducation nationale d'Alsace-Lorraine. Demandant à rejoindre une région semblable à ses Vosges natales, il est nommé à Marvejols en Lozère le 17 janvier 1941, chargé de l'enseignement de l'allemand et du chant au cours complémentaire.
Avec son collègue et ami Henri Cordesse, il lance les prémisses de la résistance en Lozère en fondant les premiers réseaux de l'Armée secrète. Responsable du secteur de Marvejols, Marcel Pierrel recense les résistants au moyen de fiches. Il est aussi chargé de la distribution de tracts et de la presse clandestine du mouvement Combat, participe à la réalisation de faux papiers pour les personnes recherchées, de la recherche et du camouflage d'armes et matériel divers, de l'établissement de complicités dans les administrations publiques, de la communication de renseignements et de documents…
Cordesse écrit à son sujet : « Pierrel est le type même du résistant pleinement éclairé sur l'enjeu et les risques. Par ailleurs, son calme, sa discrétion et son extrême amabilité lui valent la confiance et l'amitié de tous ceux qui l'approchent ».
Au printemps 1943, Pierrel se fait l'interprète lors du rapatriement des cinq antinazis allemands (dont le chef est Otto Khüne) et contribue à la mise en place et le ravitaillement du maquis de Bonnecombe,.

### Arrestation et déportation
Le 30 août 1943, dix membres de la résistance lozérienne se réunissent au Château de Saint Lambert à Marvejols. Marcel Pierrel se trouve parmi eux. Louis Redon part rechercher une brochure à son domicile. A son retour il se rend compte que la police allemande est sur le point d'intervenir et donne l'alerte. Le propriétaire des lieux, Olivier de Framond, éteint alors la lumière et demande à chacun de suivre en se donnant la main. Mais la chaîne est rompue. Louis Cabanette, Emile Gibelin, François Olive et Marcel Pierrel sont arrêtés, puis Olivier de Framond, revenu sur les lieux pour que sa mère et ses sœurs ne soient pas arrêtées. Albert Picolo et Serge Wourgaft seront également arrêtés,.
Après une nuit passée dans le collège privé de Marvejols, les prisonniers sont conduits à Montpellier, à la prison militaire allemande avec interrogatoires à la Villa des Rosiers, puis transférés au camp de Compiègne le 16 septembre 1943. Pierrel apportera son témoignage sur les sévices subis à la Villa des Rosiers au cours du procès devant le Tribunal Militaire de Marseille du 17 novembre au 3 décembre 1953.
Du 28 au 30 octobre 1943, ils sont dirigés vers le camp de Buchenwald. Marcel Pierrel reçoit le matricule 31247.
En novembre, il est expédié à Dora, dans le tunnel où sont fabriqués les V2. Il est affecté au TU 185. Comme ouvrier, il participe à la construction des blocs extérieurs. A Dora, les conditions sont très dures. Marcel Pierrel souffre surtout de la faim. Parlant allemand, il aide les autres déportés en faisant "office de traducteur". Il leur rend divers services, permettant à certains de survivre.
Début avril 1945, devant l'avancée des troupes alliés, les camps sont évacués. Marcel Pierrel se retrouve à Bergen-Belsen, libéré le 25 avril. Il rejoint alors la France à Lille puis Paris le 1er mai , et Marvejols. Mais son état de santé ne lui permet pas de reprendre le travail. Il reçoit des soins, effectue des séjours dans un sanatorium de l'Ain et reprend à l'issue de sa convalescence, en 1948, son poste au collège de Marvejols où il exercera jusqu'à sa retraite en 1962.

### Après guerre et publications
Dès 1947, il devient le correspondant départemental de la Commission d'histoire de l'occupation et de la Libération qui devient en 1951 le Comité d'histoire de la Seconde Guerre mondiale. Il réalise différentes recherches, écrit et collabore à des brochures, cartes et documents sur différentes thématiques :
- la résistance : publication avec Henri Cordesse d'un livre retraçant les années de Résistance en Lozère de 1940 à 1944 et d'une carte du département localisant les maquis, les combats, les parachutages, les sabotages en 1943-1944[7],[10] ;
- la déportation, avec la publication d'une carte et d'une brochure sur la Lozère sous l'occupation allemande : La Lozère sous l'occupation allemande, 1940-1945, déportations, internements, exécutions. Marvejols, impr. Castanier-Guerrier[11] ;
- l'épuration ;
- les prisons et les camps d'internement ;
- les requis au STO.

Membre du jury départemental du concours de la Résistance et de la Déportation, il est également vice-président de l'Office départemental des Anciens de la Résistance, vice-président de l'Office départemental des anciens combattants et victimes de guerre, président de l'Union départementale des anciens combattants,.

## Distinctions
La ville de Marvejols, sur délibération du conseil municipal réuni le 16 février 1987 sous la présidence de M. Georges Meissonnier, maire, décide que le CES de Marvejols s'appellera désormais collège Marcel-Pierrel en son honneur. L'inauguration a lieu le 24 novembre 1988 en présence de Marcel Pierrel, de Georges Meissonnier et de Clément Marquès, principal de l'établissement. Au sein du collège Marcel-Pierrel, une salle Marcel-Pierrel est inaugurée en 2005: à l'intérieur de cette salle sont exposés différents documents et objets ayant appartenu à Marcel Pierrel : sa tenue de déporté portant le numéro de matricule 31247 et le triangle rouge des déportés politiques, différents ouvrages sur la résistance et la déportation, des reproductions du jeu d'échecs réalisé au camp de Dora et d'une carte postale reçue à l'Oflag.
Marcel Pierrel est titulaire de la croix du combattant volontaire de la Résistance, de la croix de guerre 1939-1945 avec palme, de la médaille de la Résistance.
Il est fait chevalier de la Légion d'honneur le 25 février 1966 puis commandeur de la Légion d'honneur le 8 mai 2001.
Jacques Muracciole lui dédie un poème dans le recueil Au gré de l'exil.